# Франконская Швейцария

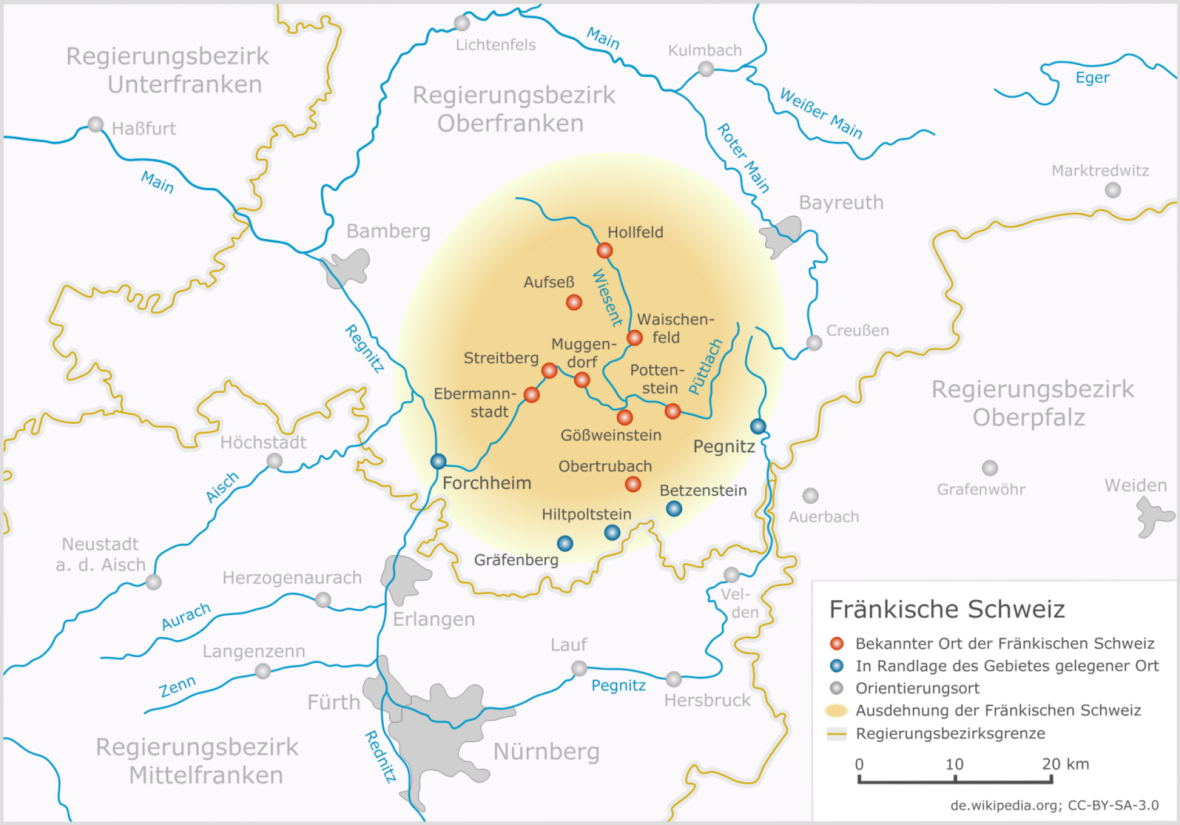

Франконская Швейцария (нем. Fränkische Schweiz) представляет собой гористую местность в Германии, ограниченную реками Пегниц, Редниц (сливающуюся с Пегницем и образующей реку Регниц, приток Майна) и сам Майн. Поскольку Франконская Швейцария представляет собой не административную, а географическую единицу, её границы официально не установлены и вариируют в зависимости от различия во мнениях авторов работ об этом регионе. В своих максимальных размерах эта территория образует неправильный пятиугольник, в вершинах которого находятся города Бамберг и Форххайм (на Западе), Байройт (на Востоке), Лихтенфельс (на Севере) и Херсбрук (на Юге). Южная часть региона носит название «Херсбрукская Швейцария» (нем. Hersbrucker Schweiz)
В настоящее время эта богатая природными достопримечательностями и насыщенная памятниками истории и культуры территория представляет большой интерес для рекреации и туризма. Она привлекает большое количество отдыхающих из Германии и из-за рубежа как в летнее время, так и зимой, поскольку обладает весьма развитой индустрией отдыха и, кроме того, ценится как место сосредоточения бальнеологических учреждений.

## Ландшафты
Географически Франконская Швейцария представляет собой северную часть Немецкого среднегорья, носящую здесь название Франконского Альба (нем. Fränkische Alb). Нагорье пересекают глубокие речные долины. И именно эти долины с крутыми, порой отвесными склонами в наибольшей степени придают местности пересечённый характер, а не весьма пологие горы. Наибольшая  протекающая здесь река — Визент (нем. Wiesent)
Гора Морицберг — наиболее близкая к Нюрнбергу возвышенность, ставшая одним из первых объектов ближнего туризма выходного дня.
Гора Валберла — находится неподалёку от города Форхайма. Её часто называют «Франконской Фудзиямой» в том смысле, что любой франконец обязан хоть раз в своей жизни подняться на неё. Она представляет собой северную часть возвышенности (523 м), называемой общим именем Эренбург, вторая вершина которой - Роденштайн возвышается над уровнем моря на высоту 532 м. Между вершинами находится плато площадью 36 га, весьма интересное с точки зрения археологов, которые установили, что здесь со времени раннего каменного века в течение 5000 лет жили люди.
Первые оборонительные валы здесь появились в позднем бронзовом веке, а в VI веке после Р. Х. кельтами было укреплено всё плато. В это время здесь жило около 1000 человек. Были найдены захоронения, в том числе свидетельствующие о насильственной смерти, а также другие артефакты, дающие основание считать, что здесь производились человеческие жертвоприношения в честь кельтских божеств, имевшие характер каннибализма.
Ежегодно в начале мая на горе проводится празднество, которое очевидно берёт своё начало в средние века и связано с почитанием святой Вальбурги, известной как принципиальной противницы нечистой силы. Считалось, что гора служит местом шабашей ведьм и эти поверья сохранились у местного населения до настоящего времени. Гарантом против эксцессов нечисти служит часовня св. Вальбурги, находящаяся на горе. В настоящее время гора объявлена природозащитной зоной.
Гора Штафельберг — известна тем, что на её вершине некогда располагалось значительное поселение кельтов — оппидум.

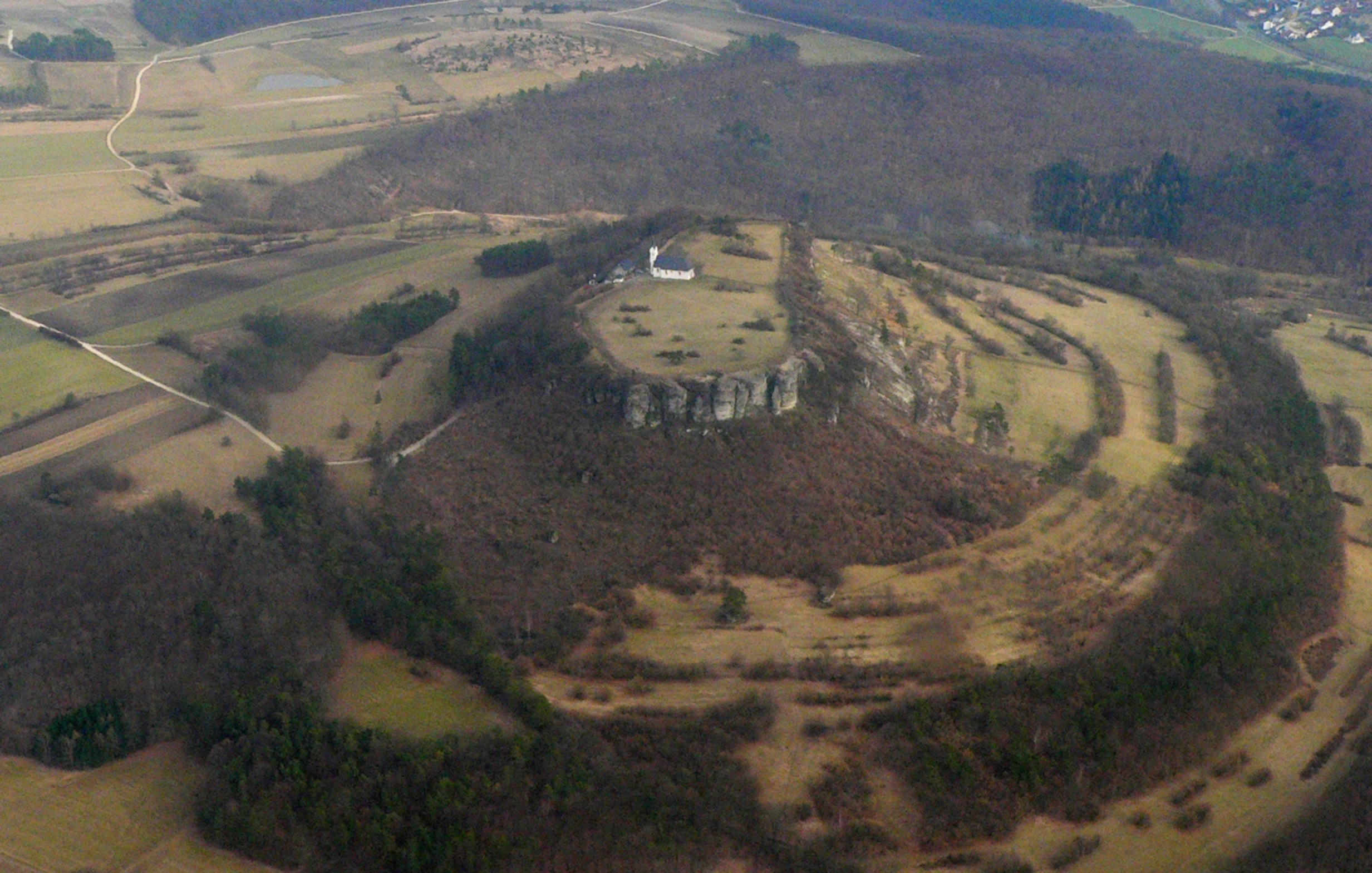
Гора Штафельберг с птичьего полёта

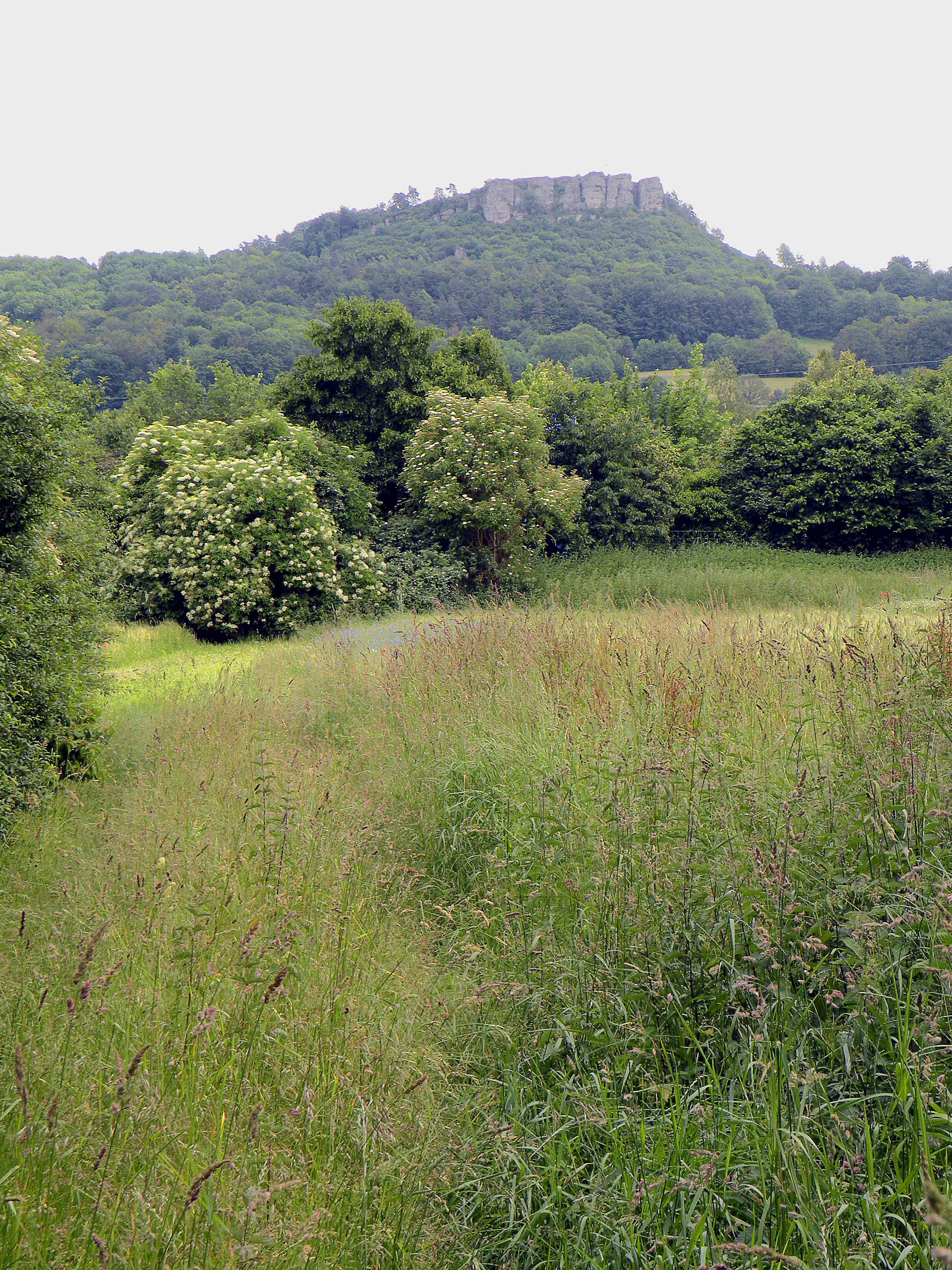
Вид на гору Штафельберг из города Штафельштайна
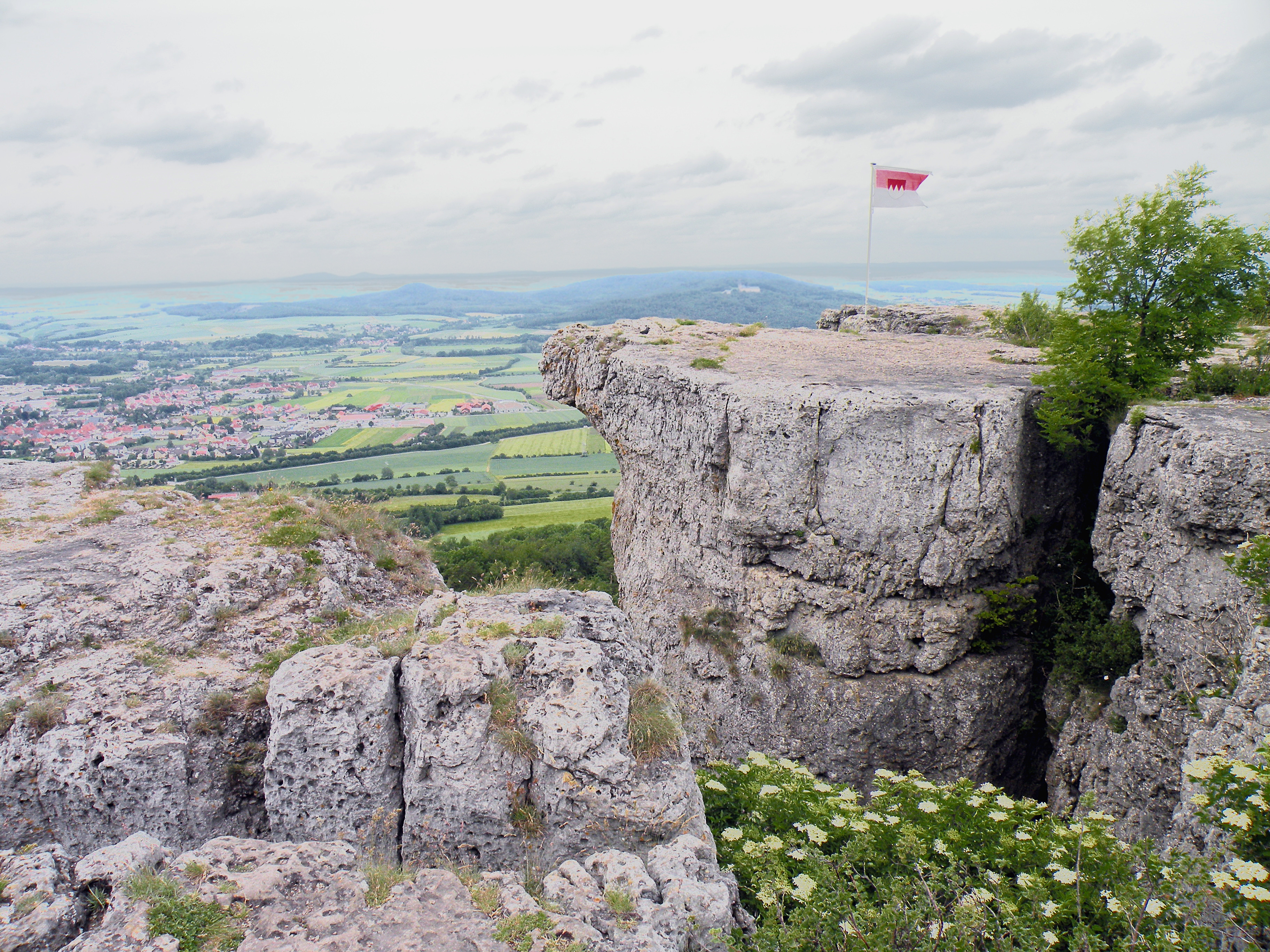
Франконский флаг на горе Штафельберг
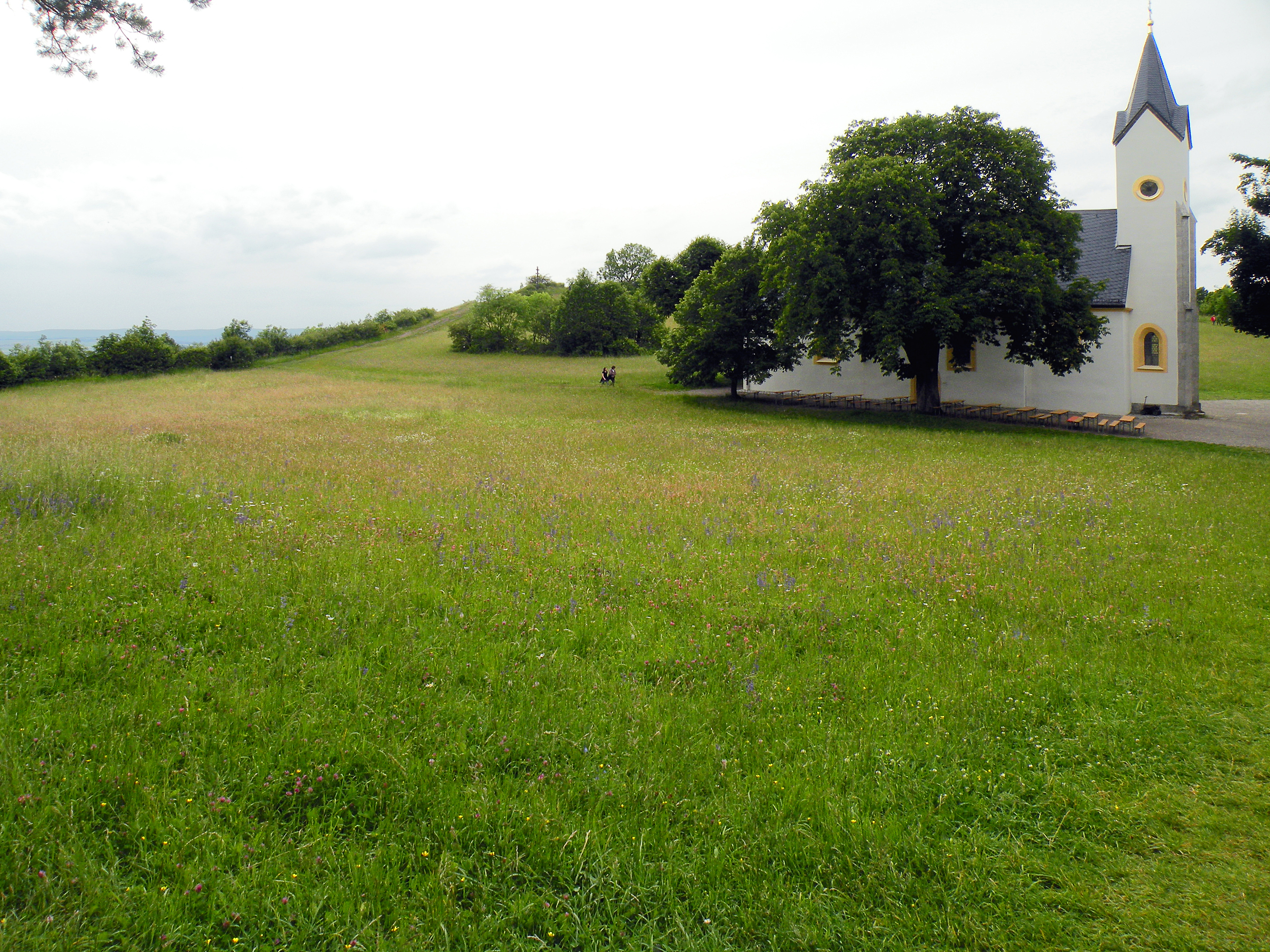
Опидиум и капелла Адельгунды
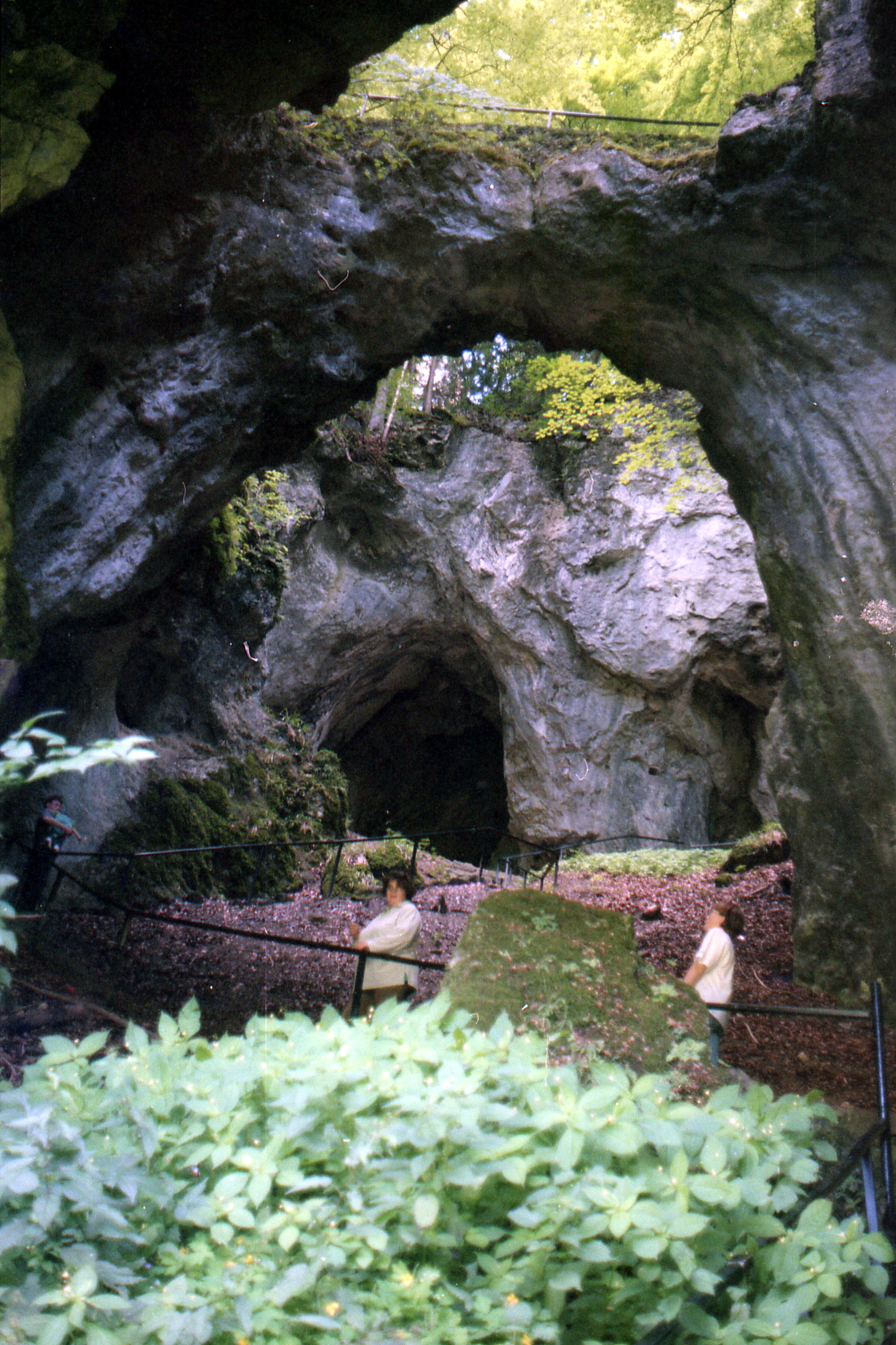
Долина Визента.Ризенбург 3
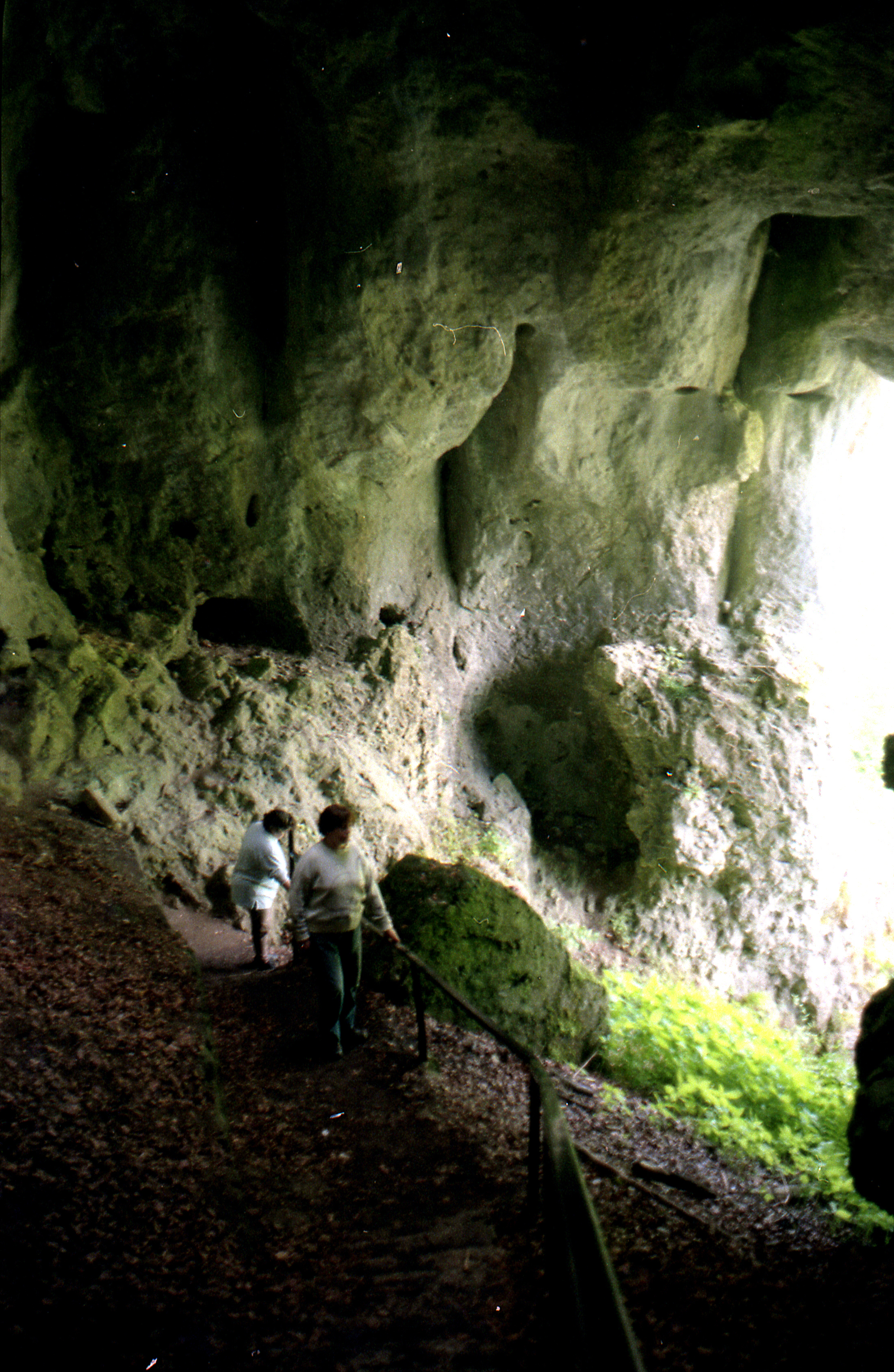
Долина Визента.Ризенбург 2
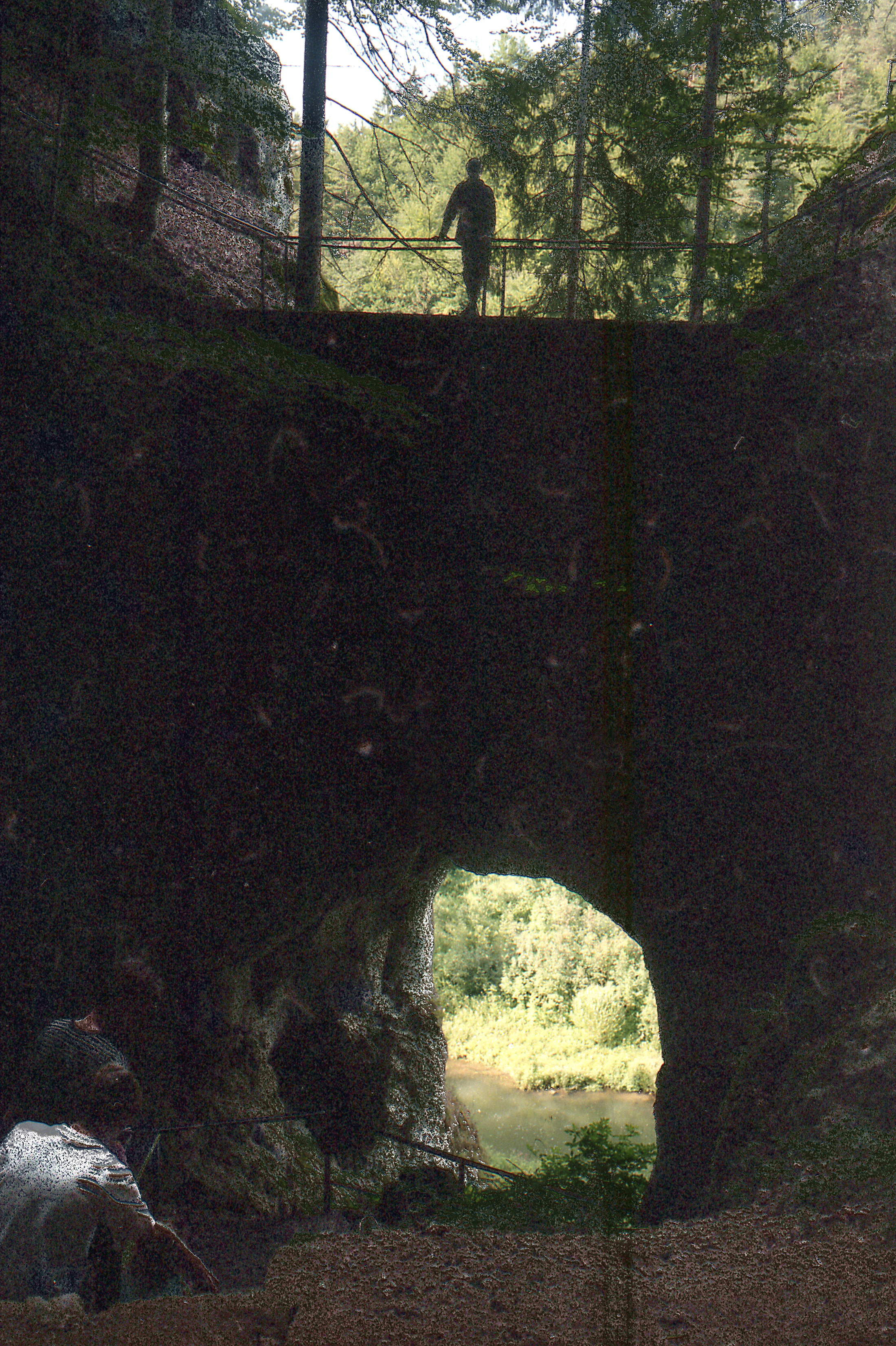
Долина Визента.Ризенбург 1

## История
Своё название этот регион получил сравнительно недавно. Ещё в начале XIX века он назывался Муггендорфское нагорье (нем. Muggendorfer Gebürg). Однако развитие производительных сил общества при капитализме, вызвавшее улучшение благосостояния и появление у людей свободного времени, а также появление демократии, отменившей многие ограничения на свободу передвижения, привели в Европе к внезапно возникшему интересу к путешествиям и истории своей страны. Не в малой степени этому способствовало начало эпохи романтизма, охватившей все жанры искусства, в том числе живопись, музыку и литературу.

## Культовые постройки

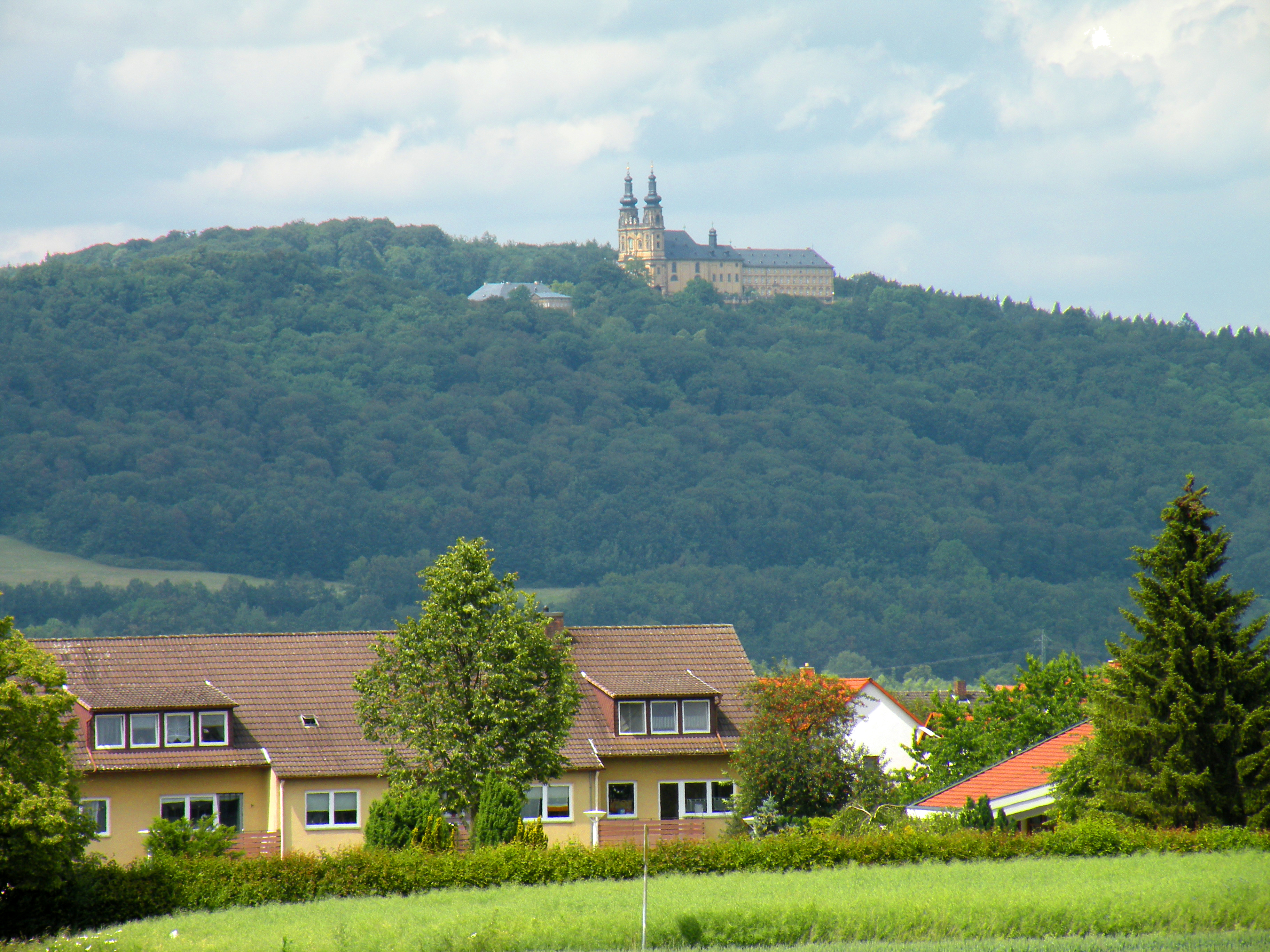
Вид на монастырь Банц с горы Штафельштайн
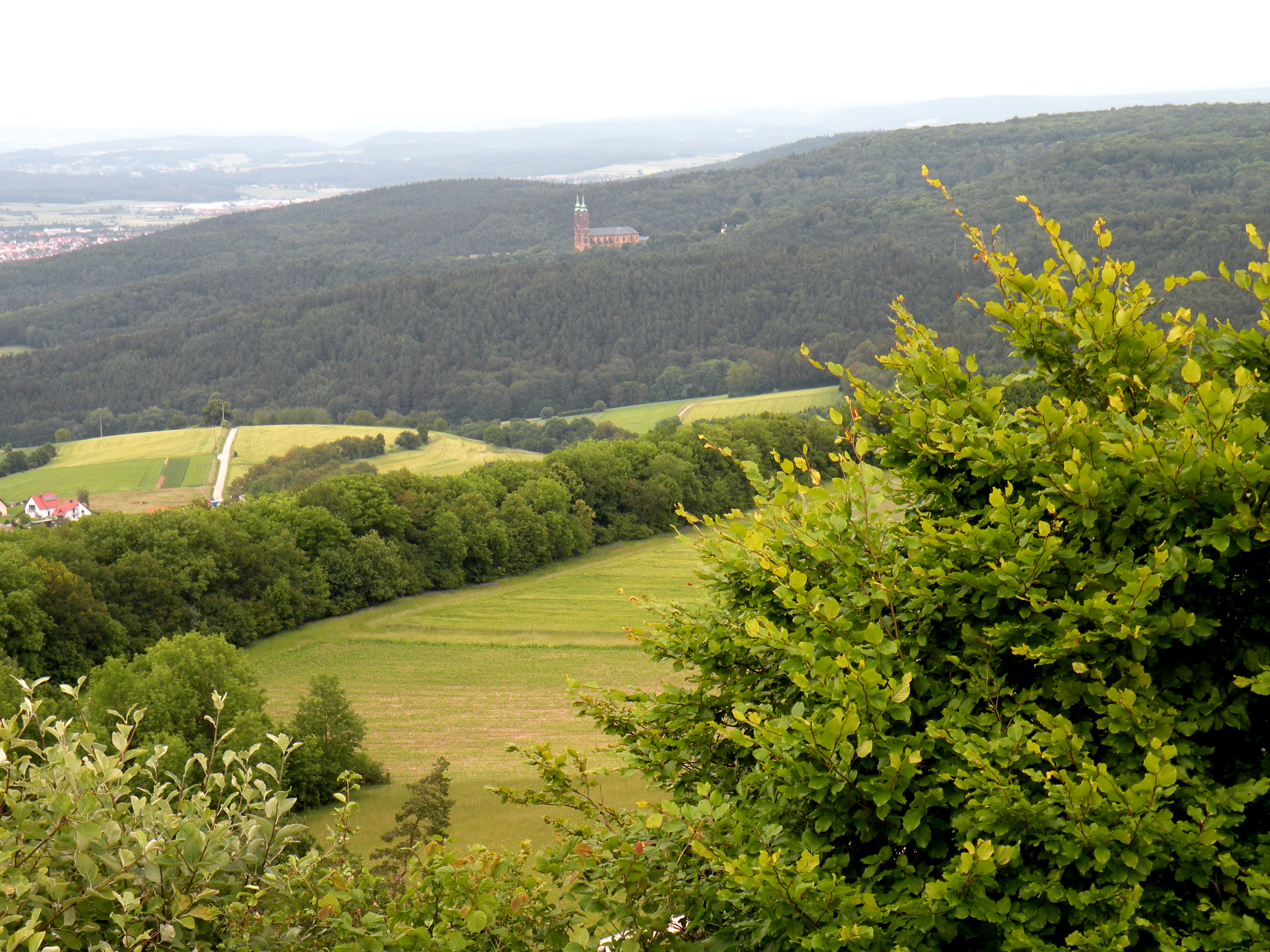
Вид на паломническую церковь 14 святых с горы Штафельштайн

## Туризм
Богатая историческими памятниками и разнообразием природный ландшафтов Франкония представляет собой  привлекательный район для туризма. Особым интересом пользуются Замки Франконской Швейцарии